# Barcarolle (Chopin)
De Barcarolle in Fis majeur op. 60 van Frédéric Chopin is een compositie geschreven in de periode van najaar 1845 tot voorjaar 1846, en opgedragen aan de barones Von Stockhausen.
Deze barcarolle (een gestileerd 'gondellied') is een typische salonesque genre-compositie geschreven in een meeslepende romantische en zangerige stijl. Het werk staat in een rustige 12/8 maatsoort. Technisch bestaat het stuk uit een constant doorlopende begeleiding in de linkerhand, waarbij de grote sprongen vanaf de basnoot soms opvallend zijn, een begeleiding die het wiegen van de gondel verbeeldt, waarbij de rechterhand de melodie speelt, met technisch veeleisende variaties als sexten, tertsen en figuraties.
Chopin speelde het werk tijdens zijn allerlaatste recital in Parijs in 1848, (het jaar voor zijn overlijden in 1849). Charles Halle hoorde deze uitvoering van de toen al door ziekte verzwakte pianist, die volgens hem nu 

... het stuk speelde vanaf het moment waar het de meeste energie vergt, maar in tegengestelde wijze: pianissimo, maar met zulke prachtige nuances dat men in twijfel blijft of deze nieuwe uitvoering niet te prefereren is boven de gewoonlijke.

In de Barcarolle wordt het genie van Chopin getoond op het vlak van ornamentiek in volle glorie. Maurice Ravel schreef 

Chopin was niet slechts tevreden met een revolutie in de pianotechniek. Zijn figuraties zijn geïnspireerd. Door zijn briljante passages die men als diep kan ervaren, de betoverende harmonieën. Er is immer de verborgen betekenis die vertaald wordt in de poëzie van de wanhoop ... De Barcarolle is de synthese van de expressieve en weelderige rijke kunst van deze grote Slavische man.

- Gemeinsame Normdatei: 300036809
- Library of Congress Control Number: no95032889
- MusicBrainz work: 0d5d12d1-19d8-34fa-9c5d-61e118e4ff4c
- Nationale Bibliotheek van Israël: 987010649567205171
- Virtual International Authority File: 173983022